# Hollán László
Hollán László (Budapest, 1936. február 22. –) magyar származású vegyész, kutató és szakértő a félvezető kristályok terén, műfordító, aki Gurdjieff teljes életművét magyarra fordította. A Magyarországi Gurdjieff Csoport vezetője.

## Családja
Ősei között szerepel Hollán Ernő (1824-1900), dédapja Hollán Sándor (1846-1919) és nagyapja Hollán Sándor (1873-1919). Testvére Hollán Sándor (1933) festőművész.

## Gyermekkor és iskolai évek
A háborút a nemzetközi Vöröskereszt védelme alatt álló Pannonhalmán élte át. Általános iskolai tanulmányait ott folytatta 1948-ig, amikor az államosítás miatt Budapestre költözött és a Petőfi Gimnáziumban tanult tovább. Származása miatt, kiváló bizonyítványa ellenére sem vették fel középiskolába 1950-ben, így tanoncként és gyárimunkásként dolgozott. Esti iskolában érettségizett, majd sztahanovistaként 1956-ban felvételt nyert a Budapesti Műegyetem vegyészeti karára.

## 1956-os forradalom és emigráció
Az 1956-os forradalomban aktívan részt vett, a Parlamentnél átélte a sortüzet, majd a Műegyetem által szervezett nemzetőrségben tevékenykedett. November 10-én lépte át a határt és Párizsba emigrált.

## Tanulmányok és karrier
Diplomái:
- Sorbonne (master)
- ENSCP (műegyetem) 1962

PhD-fokozatát 1966-ban szerezte meg a CNRS keretén belül a Faculté d’Orsay-n.
1966 és 1992 között a Philips France (LEP) kutatója volt, szakértőként dolgozott a félvezető kristályok terén (epitaxiális növekedés). 1984-től igazgatói pozíciót töltött be.

## Nyugdíjas évek és tevékenységek
1993-96 között a Francia ECTI (Volontaires Seniors France) keretén belül szakértőként részt vett a magyarországi ESPRIT programban.
A párizsi Institut Gurdjieff Paris tagjaként részt vett a magyarországi Gurdjieff-kör alapításában. Péterfalvi Mihály halála után annak vezetője lett. Gurdjieff teljes művét magyarra fordította.

## Műfordításai
- G. I. Gurdjieff: A mindenségről és mindenről avagy Belzebub elbeszélései unokájának. Az emberek életének páratlan és objektív kritikája; ford. Hollán László; Sophiris, Bp., 2003
- G. I. Gurdjieff: Találkozások rendkívüli emberekkel; ford. Hollán László; Sophiris, Bp., 2001
- G. I. Gurdjieff: Az élet csak akkor valóságos, amikor "én vagyok". A mindenségről és a mindenről harmadik sorozat; ford. Hollán László, Fecskés Judit; Püski, Bp., 2014
- P. D. Ouspensky: Egy ismeretlen tanítás töredékei; ford. Hollán László et al. Budapest : Püski : Új Ág

## Publikációk
- Önkiegyenlített GaAs teljesítmény MESFET-ek X-sávjához.
- 22%-os C.W. Hatékonyságú Szilárdtest Mikrohulllámú Oszcillátor